# Distrito de Ermera
Ermera es uno de los 13 distritos administrativos de Timor Oriental, localizado en la zona central del país. Posee 103 169 habitantes (2004) y un área de 746 km². Su capital es la ciudad de Gleno que está a 58 km al sudoeste de Dili, la capital del país.
El distrito de Ermera es idéntico al concejo del mismo nombre de la época del Timor Portugués e incluye los subdistritos de Atsabe, Ermera, Hatólia, Letefuó y Railaco.
- Datos: Q668171
- Multimedia: Ermera (Municipality) / Q668171